# Valeria Battisodo
Valeria Battisodo (Pesaro, 3 ottobre 1988) è una cestista italiana.

## Carriera
Giocatrice preferibilmente utilizzata come playmaker si trasferisce nella stagione 2009/10 al Club Atletico Faenza, in prestito dal Basket Parma. Considerata fin da giovanissima una dei migliori prospetti del basket femminile italiano svolge la trafila delle giovanili nella natìa Pesaro per poi trasferirsi nel 2005 a Parma, dove resta per tre stagioni. Nel 2008-2009 ha giocato, in prestito, ad Umbertide.
Terminata l'esperienza con Parma si trasferisce nel 2015 a Schio dove conquista il tricolore. L'anno successivo passa a Lucca, dove vince il suo secondo scudetto.

## Statistiche

### Cronologia presenze e punti in Nazionale
| Cronologia completa delle presenze e dei punti in Nazionale - Italia | Cronologia completa delle presenze e dei punti in Nazionale - Italia | Cronologia completa delle presenze e dei punti in Nazionale - Italia | Cronologia completa delle presenze e dei punti in Nazionale - Italia | Cronologia completa delle presenze e dei punti in Nazionale - Italia | Cronologia completa delle presenze e dei punti in Nazionale - Italia | Cronologia completa delle presenze e dei punti in Nazionale - Italia | Cronologia completa delle presenze e dei punti in Nazionale - Italia |
| Data                                                                 | Città                                                                | In casa                                                              | Risultato                                                            | Ospiti                                                               | Competizione                                                         | Punti                                                                | Note                                                                 |
| -------------------------------------------------------------------- | -------------------------------------------------------------------- | -------------------------------------------------------------------- | -------------------------------------------------------------------- | -------------------------------------------------------------------- | -------------------------------------------------------------------- | -------------------------------------------------------------------- | -------------------------------------------------------------------- |
| 16-2-2011                                                            | Parma                                                                | Italia                                                               | 63 - 77                                                              | World Stars                                                          | Amichevole                                                           | 8                                                                    | [ 1 ]                                                                |
| 28-5-2011                                                            | Taranto                                                              | Italia                                                               | 63 - 42                                                              | Svezia                                                               | Amichevole                                                           | 2                                                                    | [ 2 ]                                                                |
| 12-11-2012                                                           | Parma                                                                | Lavezzini Parma                                                      | 57 - 58                                                              | Italia                                                               | Amichevole                                                           | 8                                                                    | [ 3 ]                                                                |
| 10-12-2012                                                           | Orvieto                                                              | Ceprini Orvieto                                                      | 61 - 67                                                              | Italia                                                               | Amichevole                                                           | 8                                                                    | [ 4 ]                                                                |
| 18-5-2013                                                            | Bourg-en-Bresse                                                      | Francia                                                              | 72 - 43                                                              | Italia                                                               | Amichevole                                                           | 0                                                                    | [ 5 ]                                                                |
| 19-5-2013                                                            | Roanne                                                               | Francia                                                              | 67 - 39                                                              | Italia                                                               | Amichevole                                                           | 6                                                                    | [ 6 ]                                                                |
| 20-5-2013                                                            | Clermont-Ferrand                                                     | Francia                                                              | 82 - 58                                                              | Italia                                                               | Amichevole                                                           | 6                                                                    | [ 7 ]                                                                |
| 24-5-2013                                                            | Frosinone                                                            | Italia                                                               | 48 - 47                                                              | Bulgaria                                                             | Amichevole                                                           | 0                                                                    | [ 8 ]                                                                |
| 25-5-2013                                                            | Frosinone                                                            | Italia                                                               | 61 - 50                                                              | Bulgaria                                                             | Amichevole                                                           | 3                                                                    | [ 9 ]                                                                |
| 31-5-2013                                                            | Belgrado                                                             | Montenegro                                                           | 48 - 63                                                              | Italia                                                               | Torneo amichevole                                                    | 8                                                                    | [ 10 ]                                                               |
| 1-6-2013                                                             | Belgrado                                                             | Serbia                                                               | 53 - 73                                                              | Italia                                                               | Torneo amichevole                                                    | 2                                                                    | [ 11 ]                                                               |
| 18-8-2018                                                            | Vicenza                                                              | Italia                                                               | 74 - 37                                                              | W.F. Dem. Deacons                                                    | Amichevole                                                           | 7                                                                    | [ 12 ]                                                               |
| 20-8-2018                                                            | Anglet                                                               | Francia                                                              | 74 - 43                                                              | Italia                                                               | Amichevole                                                           | 0                                                                    | [ 13 ]                                                               |
| 28-8-2018                                                            | La Spezia                                                            | Italia                                                               | 58 - 46                                                              | Israele                                                              | Amichevole                                                           | 2                                                                    | [ 14 ]                                                               |
| Totale                                                               |                                                                      | Presenze                                                             | 14                                                                   |                                                                      | Punti                                                                | 60                                                                   |                                                                      |

## Palmarès
- Campionato italiano: 3
Famila Schio: 2015-16, 2018-19
Le Mura Lucca: 2016-17
- Supercoppa italiana: 3
Famila Schio: 2015, 2018, 2019